# Chiesa di San Francesco d'Assisi (Locarno)
La chiesa di San Francesco d'Assisi è un edificio religioso che si trova a Locarno, annessa all'antico convento.

## Storia
Nel 1538 si procedette alla completa ricostruzione di un edificio più antico, che secondo le fonti storiche era stato consacrato già nel 1316. Nel XVII secolo vennero costruite le cappelle laterali ed il loggiato di congiunzione fra il coro ed il convento. Dopo la chiusura del convento nel 1848, fino al 1924 la chiesa fu utilizzata come magazzino e caserma.

## Descrizione

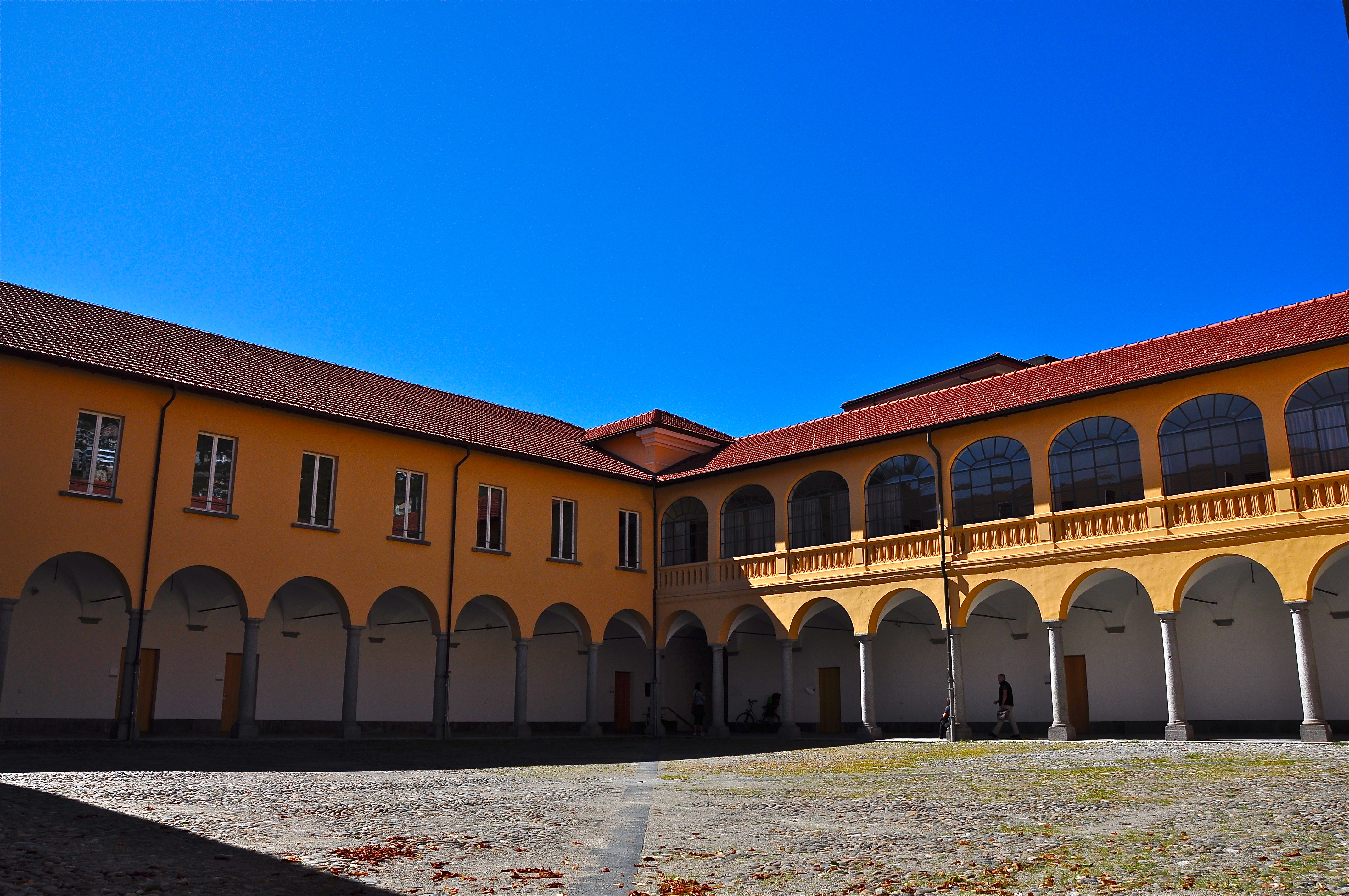
Convento di San Francesco ora Scuola Magistrale, nuovo chiostro (1892 - 1894) costruito sul modello del porticato originale.

La chiesa ha una pianta a tre navate, delle quali la centrale è ricoperta con un soffitto a travi di legno mentre le due laterali sono ricoperte da una volta a crociera. Sul coro, dotato di pianta quadrata, è innestata una cupola. L'interno è riccamente ornato da affreschi eseguiti a più riprese fra il XVI ed il XVIII secolo.